# La Caixa
Fundația La Caixa (în spaniolă Fundación ”la Caixa”) este o fundație bancară non-profit din Spania din octombrie 2017, cu sediul în Palma de Mallorca. Aceasta deține CaixaBank, a treia cea mai mare bancă din Spania.
Aceasta era o bancă de economii (caja) înființată în 1990 prin fuziunea a băncilor Caja de Pensiones, fondată în 1904, și Caja de Barcelona, fondată în 1844, dar s-a reorganizat în anii 2010. Astfel activele sale comerciale sunt gestionate sub filiala sa CriteriaCaixa.

## Acționariat
După absorbția Bankia de către CaixaBank, acționariatul a devenit:
- Criteria Caixa: 31%
- Guvernul Spaniei: 18%
- Public: 50.3%
- Executivi: 0.1%